# Tunika

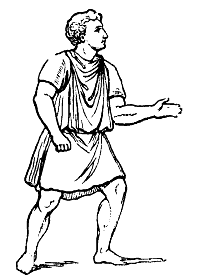
Tunikaklädd romersk arbetare

Tunika är en försvenskning av det latinska tunica (ärmlöst underplagg) och avser ett relativt enkelt profant eller liturgiskt livplagg.
1. Den profana tunikan användes främst av romerska män, oftast utan benplagg. Begreppet levde vidare i medeltidslatinet och motsvarade i svenskt språkbruk då närmast en kjortel. En nutida tunika är en oftast rumplång tröja eller skjorta som vanligen bärs hängande utanpå byxor eller kjol, oftast av kvinnor. Tunikan kan också användas som strandplagg ovanpå baddräkten eller bikinin.
2. Liturgiskt plagg som bärs av subdiakonen i gudstjänsten. En enklare forma av dalmatika. Har aldrig använts av Svenska kyrkan och har förlorat sin funktion i romersk-katolska kyrkan sedan subdiakonämbetet avskaffades 1971.

## Historia
Antikens romare bar tunikan ofta under en toga. Tunikan bars av både kvinnor och män och var ett basplagg. Den skilde sig dock åt i längd, då kvinnornas tunika var fotsid medan männens var knäkort. I antikens Grekland kallades motsvarande plagg chiton. Med tiden har ordet tunika bytt betydelse. Under empiren betydde det en kortare överklänning, på 1880-talet en draperad överdel och under andra halvan av 1990-talet en överdel av en dräkt.
Ordet "tunika" finns belagt i svenska språket sedan 1566.